# Joyce Mpanga
Joyce Rovincer Mpanga (ngữ danh Masembe; 22 tháng 1 năm 1934 – 18 tháng 11 năm 2023) là một chính trị gia người Áo và là thành viên của Lukiiko kể từ năm 2009. Mpanga là Bộ trưởng Phụ nữ Phát triển từ năm 1988 đến 1989 và Bộ trưởng Bộ Giáo dục Tiểu học từ năm 1989 đến năm 1992. Bên ngoài nội các của Uganda, Mpanga là một thành viên của Quốc hội từ năm 1996 đến 2001 đại diện cho Quận Mubende.

## Cuộc sống và giáo dục ban đầu
Mpanga sinh ngày 22 tháng 1 năm 1934 tại Mityana, Uganda. Sau khi tốt nghiệp trường Makerere năm 1958, bà đến Đại học London để lấy bằng Cử nhân Nghệ thuật và Đại học Indiana cho bằng Thạc sĩ Khoa học năm 1962.

## Sự nghiệp
Mpanga bắt đầu sự nghiệp với tư cách là giáo viên tại Makerere College vào năm 1958 và là hiệu trưởng của trường trung học Gayaza năm 1962. Trong thời gian ở Makerere, Mpanga đã được bầu vào Hội đồng Lập pháp ở Uganda năm 1960. Mpagna sang Anh sống lưu vong sau cuộc tấn công của Lubiri năm 1966 và trở về Uganda vào năm 1972. Khi ở Anh, bà là một giáo viên tiểu học.
Năm 1988, Mpanga trở thành Bộ trưởng Phụ nữ Phát triển đầu tiên của Uganda và được Gertrude Byekwaso Lubega tiếp tục thành công. Năm sau, bà được bổ nhiệm làm Bộ trưởng Bộ Giáo dục Tiểu học và giữ vị trí này cho đến năm 1992. Ngoài việc phục vụ trong nội các của Uganda, Mpanga còn là thành viên của Quốc hội cho quận Mubende từ năm 1996 đến 2001. Trong thời gian làm chính trị của mình, bà đã tham gia viết lại Hiến pháp của Uganda vào năm 1995. Năm 2009, Mpanga trở thành thành viên của Lukiiko cho Buwekula  và là đại diện của phụ nữ cho quốc hội của Buganda kể từ năm 2011 

## Cuộc sống cá nhân
Mpanga đã kết hôn với hai đứa con.